# کینگدم هارتس: زنجیره‌ای از خاطرات
کینگدم هارتس: زنجیره‌ای از خاطرات (به ژاپنی: キングダム ハーツ チェイン オブ メモリーズ ,Kingudamu Hātsu Chein Obu Memorīzu) یک بازی ویدئویی به سبک نقش‌آفرینی اکشن است که با همکاری اسکوئر انیکس و ژوپیتر توسعه یافته و به‌وسیلهٔ اسکوئر انیکس در سال ۲۰۰۴ برای کنسول بازی دستی گیم بوی ادونس منتشر شده‌است. زنجیره‌ای از خاطرات دومین بازی در مجموعه کینگدم هارتس به‌شمار می‌رود، و مستقیماً دنبالهٔ قسمت اول است و پایان آن حدوداً یک سال قبل از نسخه کینگدم هارتس ۲ روایت می‌شود.